# Allosorus gracillimus
Allosorus gracillimus là một loài thực vật có mạch trong họ Adiantaceae. Loài này được (D.C. Eaton) Farw. miêu tả khoa học đầu tiên năm 1931.